# Séraphine Louis
Séraphine Louis (también conocida como Séraphine de Senlis) (Arsy, (Oise), 3 de septiembre de 1864–Erquery, 11 de diciembre de 1942) fue una pintora francesa de estilo naïf.

## Biografía
Su padre era obrero (según la partida de nacimiento) y su madre procedía de una familia de campesinos. Cuando Séraphine tenía apenas un año murió su madre. Su padre, que había vuelto a casarse, murió seis años después. Huérfana, vivía con su hermana mayor. Empezó a trabajar como pastora y, a partir de 1881, trabajó como asistenta en el convento de las Hermanas de la Providencia, en Clermont (Oise). En 1901 comenzó a trabajar como criada en diferentes casas de Senlis (Oise). Era muy religiosa y devota de la Virgen María.
1901-1912
Durante esos años en Senlis, donde pasó casi toda su vida, se dedicó a limpiar, lustrar muebles y encerar pisos. Casi analfabeta, con un imaginario religioso primitivo forjado entre monjas, fue acumulando en su vida dolor, esperanzas religiosas, y sueños de un vano amor perdido. Al terminar su labores, por las que apenas le pagaban, salía al campo para abrazar y hablar a los árboles y las flores. En esa época pintaba por las noches plantas y flores en pequeños rectángulos de madera, sin pensar que sus obras podrían tener algún valor comercial.
1912-1932

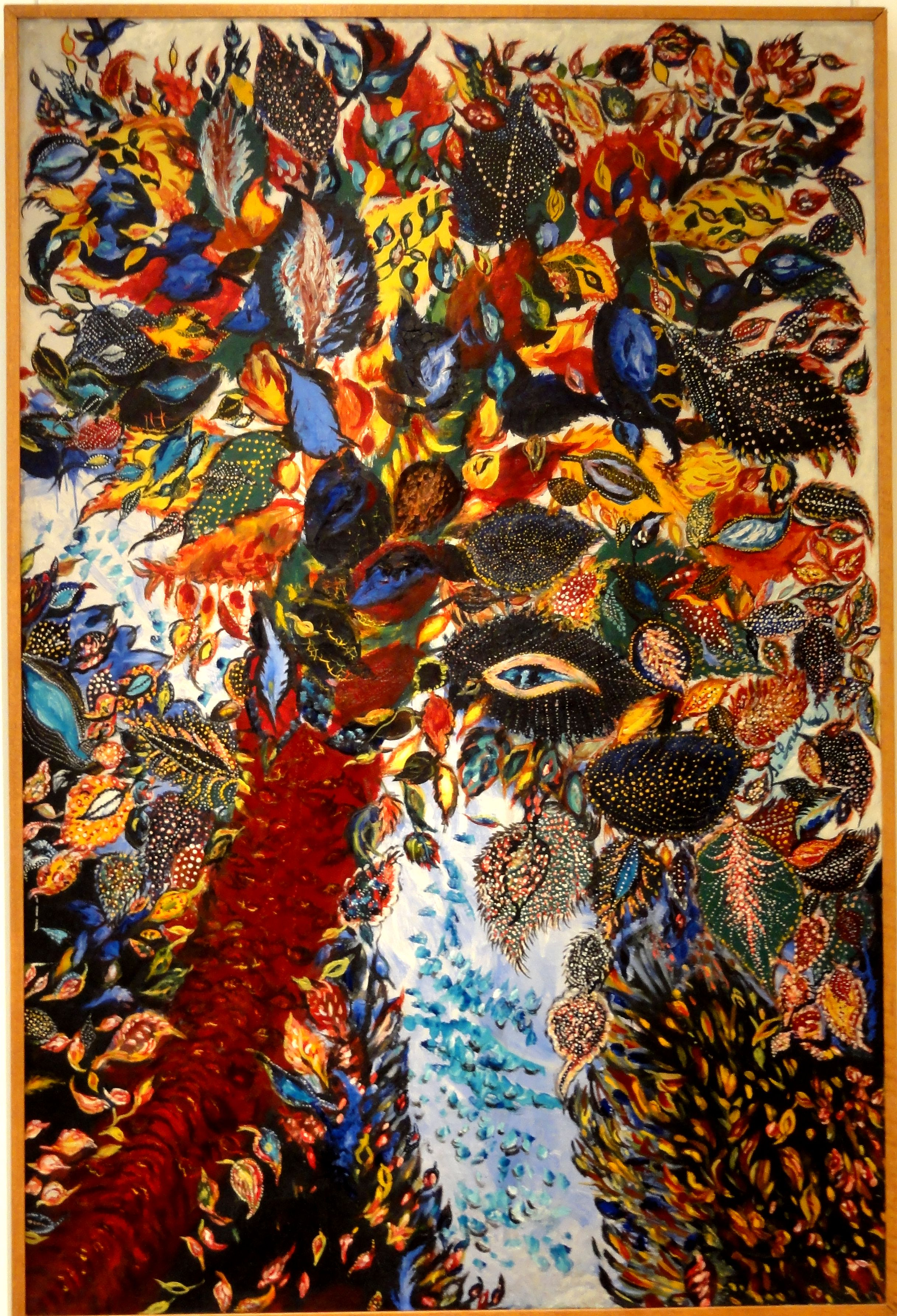
L'arbre de Paradis (1928-30)

En 1912 el galerista y marchante Wilhelm Uhde, dedicado a exponer obras de impresionistas y cubistas, comenzó a consagrar gran parte de su fortuna a los pintores naïfs o ingenuos, a los que prefería llamar “primitivos modernos” y a los que también llamó «pintores del Sagrado Corazón». Ese mismo año alquiló una casa en Senlis para descansar. Allí, quedó impactado al encontrarse con una naturaleza muerta con manzanas, pero quedó más impresionado al saber que la autora era la mujer de limpieza. Según decía, pintaba por indicación de los ángeles y la Virgen. Bajo la protección de Uhde, quien le compró casi todas sus obras, se convirtió en una pintora naif del momento entre Henri Rousseau y André Bauchant.
Al estallar la guerra en agosto de 1914, Uhde tuvo que abandonar Francia y regresar a Alemania, por lo que perdió contacto con Seraphine, quien siguió pintando sus lienzos sin que nadie los viera. En 1927 en Senlis, en una exposición de artistas noveles encontró dos de sus grandes lienzos que presentaban un gran colorido y fantasía. Entre 1927 y 1930 Wilhelm la visitaba constantemente, para poder apreciar sus obras recientes y comprarlas. Sus obras fueron reconocidas entre los habitantes de Senlis y pudo ampliar su habitación, comprarse materiales artísticos, comida y ropa. En 1929 se dedicó la primera exposición colectiva de artistas naif en París, entre ellos Camille Bombois, Louis Vivin y Séraphine.
1932-1942
En 1932 pintaba con desesperación, pues deseaba tener una exposición individual en París, aunque nunca se llegó a realizar en vida. El marchante dejó de visitarla tan a menudo, lo que la llevó a sentirse abandonada, frustrada y sin amigos, cayendo en la locura y siendo internada en un hospital psiquiátrico de Erquery al principio a instancias de Udhe, para ser luego dejada a su peor suerte.
Murió en 1942 a los 78 años de edad en un anexo del hospital de Villers-sous-Erquery, en circunstancias terribles y desoladoras a causa de las dosis masivas de tranquilizantes, de las privaciones físicas y la falta de alimento durante la ocupación alemana de Francia en la Segunda Guerra Mundial y que fueron fatales para los miles de hombres y mujeres que vivían en centros psiquiátricos. Fue enterrada en una fosa común. Tras la catástrofe aparecieron algunos de sus cuadros, hermosos, fulgurantes, enigmáticos, que entusiasmaron a André Breton, aunque nunca llegó a conocerla.
Aunque Wilhelm informó de que había fallecido en 1934, en realidad Louis sobrevivió hasta 1942. La primera exposición consagrada a Séraphine Louis tuvo lugar en 1945, en París, a instancias de Uhde, que exhibió decenas de sus obras. Ya para entonces, de los 200 cuadros que ella pintó, solo quedan 70, que hoy están repartidos entre la Zander Collection de Colonia, los museos de Arte de Maillol de París, el Museo de arte de Senlis, el Museo de arte Naif en Niza y el Centro Georges Pompidou, en París y en el MOMA de Nueva York. 

## Técnica
Seraphine dotada de un talento completamente particular e innato era un prodigio. Sus obras eran elaboradas a base el uso de la pintura Ripolin (la más común del mercado), mezclada con la cera de velas que cogía en la iglesia, tierra extraída del cementerio, plantas y de las flores obtenía algunos colores. Entre otros campos utilizó su propia sangre, que extraía de sus heridas y daba vida a sus cuadros.

## Séraphine Louis en las artes
- Alain Vircondelet, biógrafo reconocido de Séraphine Louis con su obra  Séraphine de Senlis, obtuvo además el premio Bel-Ami 2009-Roman por su obra Séraphine. De la peinture à la folie (2008).

- En el año 2008, Yolande Moreau protagonizó a Séraphine en la película biográfica francesa Séraphine,[11] ganadora de siete Premios César, incluidos los correspondientes a los rubros de mejor película y mejor actriz.